# Melostrachia
Melostrachia är ett släkte av snäckor. Melostrachia ingår i familjen Camaenidae.
Kladogram enligt Catalogue of Life:
| Melostrachia | \| \| Melostrachia acuticostata \| \| \| \| \| \| Melostrachia glomerans \| \| \| \| |
|              | \| \| Melostrachia acuticostata \| \| \| \| \| \| Melostrachia glomerans \| \| \| \| |
|              | Melostrachia acuticostata                                                            |
|              |                                                                                      |
|              | Melostrachia glomerans                                                               |
|              |                                                                                      |